# Antonio Villamor
Antonio Roberto Villamor (Palermo, Buenos Aires, 27 de noviembre de 1935 - Olivos, Provincia de Buenos Aires, 20 de octubre de 2010) fue un futbolista y entrenador argentino.

## Biografía
Este habilidoso delantero nació en Palermo en 1935. Su infancia transcurrió en Colegiales, viviendo humildemente en un conventillo junto a sus cinco hermanos, en la esquina de 14 de julio y Rosetti. También estuvo cinco años pupilo en un colegio evangelista de Mercedes. Fue una niñez a todo fútbol, jugando tanto en la zona de Cinco Esquinas (Álvarez Thomas y Forest) o en el Bajo Martínez (Córdoba y Jorge Newbery).
Llegó a Banfield en 1952, cuando un delegado lo invitó a hacer una prueba.
Siendo jugador de sexta, Emilio Baldonedo lo convocó con 16 años para entrenar con el primer equipo. Cuando Eliseo Mouriño lo vio, le dijo "vos sos pillo, sos vivo para jugar, me gusta eso". Habilidoso y gambeteador, le entraba muy bien a la pelota y le gustaba pegarle en el aire, de primera, para habilitar a un compañero. 
En 1953 fue convocado por Ernesto Duchini para integrar la Selección de fútbol de Argentina juvenil que disputó el Mundial Sub-20 en Bélgica. Al año siguiente volvió a vestir la celeste y blanca en el mundial de la misma categoría en Alemania.
Debutó en la primera de Banfield en 1953 promovido por Baldonedo. Entró en lugar de Adalberto Rodríguez, que estaba en el Servicio Militar. El Taladro le ganó 4 a 1 a Gimnasia en La Plata y convirtió dos goles. Jugaba de centrodelantero, pero cuando volvió Gustavo Albella en 1954 lo pusieron de volante por izquierda.
El 5 de diciembre de 1955 ingresó al Servicio Militar y lo enviaron a Neuquén. Como el presidente del Banfield era militar, hizo que al mes lo mandaran de nuevo a Buenos Aires, a trabajar de mozo en el casino de oficiales que estaba en Pichincha y Garay. Otro de los mozos era José Sanfilippo. 
En el ínterin se convirtió en jugador de San Lorenzo de Almagro, club al que pasó junto a Norberto Boggio. En el club de Boedo la suerte no lo acompañó porque se lesionó los meniscos una semana antes de empezar el campeonato. Se recuperó pero perdió la titularidad y no quiso jugar en Reserva.
Continuó su carrera en Tigre donde se lo conoció con el apodo de Rengo y con el que consiguió el ascenso a la Primera División de Argentina a través del Reclasificatorio de 1967. 
Después siguió en Morón y Quilmes. Luego dirigió técnicamente a muchos equipos, destacándose el ascenso de Tigre nuevamente a la máxima categoría en 1979. Vivió en Olivos y seguía vinculado al fútbol, hasta el momento de su deceso, ocurrido el 20 de octubre de 2010.
Como director técnico también se desempeñó en clubes como Defensores de Belgrano y Talleres de Remedios de Escalada, entre otros.

## Clubes
| Club        | País      | Período   |
| ----------- | --------- | --------- |
| Banfield    | Argentina | 1952-1956 |
| San Lorenzo | Argentina | 1957-1958 |
| Tigre       | Argentina | 1959-1960 |
| Morón       | Argentina | 1961      |
| Quilmes     | Argentina | 1962      |
| Morón       | Argentina | 1963-1964 |
| Tigre       | Argentina | 1965-1968 |

## Palmarés

### Como jugador
| Título                     | Equipo | País      | Año  |
| -------------------------- | ------ | --------- | ---- |
| Ascenso a Primera División | Tigre  | Argentina | 1967 |

### Como entrenador
| Título    | Equipo | País      | Año  |
| --------- | ------ | --------- | ---- |
| Primera B | Tigre  | Argentina | 1979 |